# Х. Мак-Генрі
Г. Мак-Генрі (англ. Н MacHenry, повне ім'я невідоме) — американський яхтсмен, бронзовий призер літніх Олімпійських ігор 1900.
На своїй яхті Frimousse брав участь у двох змаганнях — серед яхт водотоннажністю 3—10 т. і у відкритому класі. У першому змаганні став третім з часом 4:38:49, здобувши бронзову медаль. В іншій дисципліні не фінішував і не зайняв жодного місця.